# TOI-169 b
TOI-169 bとは、G型星である恒星 TOI-169の周りを公転する太陽系外惑星である。

## 概要
TOI-169 bは、2020年にTESSによって発見された、質量0.791 MJ、半径1.086 RJの膨張した木星型惑星（ホット・ジュピター）である。TOI-169 bは、TIC 183120439 bとも呼ばれている。
公転周期は2.2554477日で、軌道長半径は0.03524 AUである。同時に発見が発表されたHIP 65 Ab、TOI-157 bの3つの惑星の中で公転周期が一番長いにもかかわらず、TOI-169 bは最も多くの照射を受け、「Neptunian Desert」と呼ばれる惑星の分布が少ないパラメータ領域の端に位置している。